# Sphaerostephanos carrii
Sphaerostephanos carrii är en kärrbräkenväxtart som beskrevs av Holtt. Sphaerostephanos carrii ingår i släktet Sphaerostephanos och familjen Thelypteridaceae. Inga underarter finns listade.